# Stefan Ciapała
Stefan Ciapała (ur. 12 września 1922 w Zakopanem, zm. 22 sierpnia 1989 w Nowym Sączu) – bobsleista, olimpijczyk z Cortina d’Ampezzo 1956.
Uczestnik igrzysk olimpijskich w 1956 r., gdzie wystartował zarówno w dwójkach bobslejowych (wraz z Aleksandrem Habelą, w których zajął 16. miejsce, jak i w czwórkach bobslejowych zajmując wraz z kolegami 15. miejsce.